# Hackfalls Arboretum

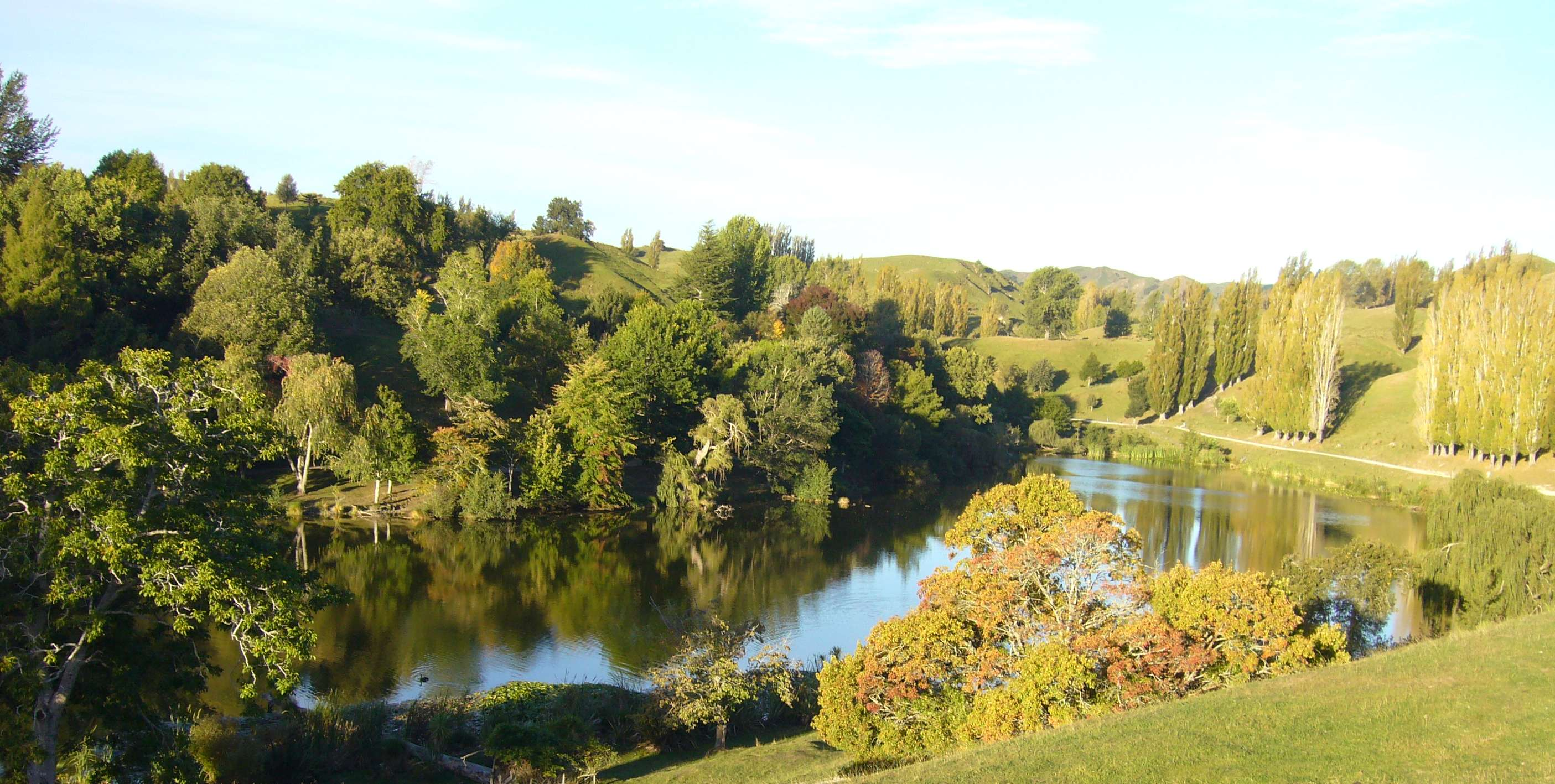
Hackfalls Arboretum - het Kaikaore-meer

Hackfalls is een arboretum in Nieuw-Zeeland. Het is gesticht door Bob Berry in de vijftiger jaren van de 20ste eeuw. Het maakt deel uit van “Hackfalls Station” - een boerderij van ca. 1000 ha waar schapen en jonge stieren gehouden worden. Hackfalls Station is eigendom van de familie Berry. Hackfalls ligt in Tiniroto, een dorpje in het oostelijk deel van het Noordereiland, tussen Gisborne en Wairoa. Het arboretum heeft een oppervlakte van ca. 50 ha en biedt plaats aan ca. 3.500 bomen en struiken. In 2002 werd Hackfalls Arboretum onderscheiden door de International Dendrology Society (de internationale vereniging van dendrologen, boomkundigen).

## Geografie
Tiniroto ligt aan SH 36 (State Highway: rijksweg) tussen Gisborne en Wairoa (die ook wel de Tiniroto Road heet), op een afstand van ca. 60 km van Gisborne en 40 van Wairoa. In Tiniroto takt de Ruakaka Road af: een grindweg van zo'n 20 km, die met een grote bocht terugloopt naar de SH36 en daarbij de Hangaroa River twee keer kruist. De Berry Road is weer een zijweg van de Ruakaka Road, die ca. 1 km buiten Tiniroto begint en 3 km verder eindigt bij de boerderij van Hackfalls. Berry Road loopt langs het Kaikaore-meer.
Het heuvelachtige gebied rondom Tiniroto is gevormd door een grote aardverschuiving vanuit het noorden en oosten, ongeveer 7000 jaar geleden. De meren rondom Tiniroto zijn toen ook gevormd. Op steilere hellingen is de bodem kleiachtig. Op vlakkere stukken vinden we een laag van ca. 50 cm vulkanische as (fijne puimsteen).
Toen de Māori zich in het gebied vestigden zijn grote delen van de oorspronkelijke bossen afgebrand. Alleen in steile ravijnen en langs de Hangaroa-rivier. Vanaf 1880, toen de Europeanen zich hier vestigden, is het gebied voor een groot deel omgezet in grasland. Op Hackfalls zijn nog wel een paar restanten van de originele begroeiing over. Een van de grootste stukken, met een oppervlakte van ca. 4 ha, is beschermd natuurgebied.

## Hackfalls Station
De familie Whyte uit Schotland waren de eerste Europese kolonisten die op de plaats van het huidige Hackfalls een “station” aanlegden (met een “station” wordt een grote boerderij bedoeld). Dat heette toen: Abbotsford. De familie Berry had in die tijd elders een stuk grond in eigendom dat toen Hackfalls heette. In 1916 verkocht de Whyte familie een groot deel van hun eigendom aan de Berry familie. Het oude Hackfalls werd verkocht en opgedeeld. De naam verdween, tot in 1984 het nieuwe eigendom de naam Hackfalls ging dragen.
Hackfalls Station beslaat een oppervlakte van ca. 1000 ha heuvelland. De oostelijke en noordelijke grenzen worden gevormd door de Hangaroa-rivier. De zuidelijke grens is bestaat voor een deel uit een raster (“fence”) en wordt deels gevormd door Lake Karangata. De westelijke grens loopt grotendeels langs de Ruakaka Road. Januari 2007 liepen er 4000 schapen en 600 stuks jongvee op het bedrijf.
Hackfalls Arboretum beslaat 50 ha van het Station. Het grootste deel van het arboretum wordt begraasd door schapen, en soms door vee.

## Hackfalls Arboretum
Bob Berry werd in 1916 in Tiniroto geboren en werd boer, zoals zijn vader en grootvader ook waren. Maar hij had een speciale belangstelling voor bomen. Toen hij in de vijftiger jaren van de 20ste eeuw het beheer over “Hackfalls Station” ging voeren, begon hij een bomenverzameling aan te leggen. Tot die tijd waren alleen bomen geplant, die een nuttige functie hadden, ofwel als leverancier van hout, ofwel voor afrastering (vooral Italiaanse populieren), ofwel als fruitboom.
Vanaf ca. 1950 plantte Bob bomen omdat hij ze mooi vond, of vanwege hun botanische betekenis. Hij is blijven planten tot 2007. In Hackfalls Arboretum zijn nu een aantal belangrijke collecties te vinden, en een aantal prachtige volgroeide bomen.

## Collectie
De collectie van Hackfalls Arboretum is bijzonder uitgebreid. De catalogus omvat per 1 januari 2007 meer dan 3600 planten. Enkele zwaartepunten in de collectie zijn:
- de verzameling bomen van het geslacht Quercus - de eiken; deze verzameling omvat ca. 450 bomen.
- binnen de Quercus-collectie is vooral de verzameling Mexicaanse eiken uniek; deze wordt wel beschouwd als de meest uitgebreide verzameling ter wereld.
- de collectie Rhododendrons omvat rond de 400 exemplaren
- van Populus staan er ca. 220 bomen
- het geslacht Acer is vertegenwoordigd met ca. 160 exemplaren
- van Alnus staan er ca. 80
- van Betula ca. 90
- van Camellia ca. 80
- van Eucalyptus ca. 90
- van Hebe ca. 50
- van Ilex ca. 60
- van Magnolia ca. 70
- van Malus ca. 50
- van Prunus ca. 80
- van Salix ca. 70
- van Sorbus ca. 70

## Bob Berry en Eastwoodhill
Ongetwijfeld heeft het contact tussen Bob Berry en Douglas Cook een belangrijke rol gespeeld in het ontstaan van de collectie. Dit contact gaat terug tot ca. 1953 toen Bob Berry Eastwoodhill Arboretum (Ngatapa, Gisborne) bezocht en kennis maakte met de grondlegger: Douglas Cook . Cook verschafte veel advies en leverde plantmateriaal.
Na de dood van Douglas Cook maakte Bob Berry de eerste catalogus van Eastwoodhill. Die verscheen in 1972 en omvatte bijna 3000 taxa. Bob kocht voor dit doel zijn eerste typemachine. In hetzelfde jaar publiceerde hij ook de eerste "lijst van bomen en struiken" van Abbotsford Station - zoals Hackfalls toen nog werd genoemd. Die catalogi waren de eerste in een lange reeks van steeds uitgebreidere publicaties die Bob maakte. De meest recente "Plantenlijst" van Hackfalls Arboretum dateert van 2007 en beslaat 158 pagina's in Excel.

## Lady Anne
In 1990 trouwde Bob Berry met Lady Anne Palmer. Haar komst op Hackfalls heeft vooral voor de tuinen rondom hun woning veel gevolgen gehad. Lady Anne had in Engeland een reputatie op het gebied van tuinieren. De beroemde Rosemoor Gardens werden door haar gesticht en door haar aan de Royal Horticultural Society geschonken toen ze naar Nieuw-Zeeland vertrok.
Juli 2006 zijn Lady Anne en Bob Berry verhuisd naar Gisborne. Sindsdien is de zorg voor het arboretum in handen van Diane Playle, geboren Knight. Diane is een nicht van Bob, die al sinds 1984 het beheer over Hackfalls Station voert.